# 全国高等学校麻雀選手権大会
全国高等学校麻雀選手権大会（ぜんこくこうとうがっこうまーじゃんせんしゅけんたいかい、略称：高校麻雀、英語: HIGH SCHOOL MAHJONG CHAMPIONSHIP）は、朝日新聞社が2025年に創設し主催する、日本の高校生により競われる競技麻雀の全国大会である。
大会は同じ学校の2人1組を1チームとしたチーム戦で行われる。第1回大会は2025年7月に予選、8月に本選を実施。
また、第1回に先駆けて2025年1月にプレ大会が大阪と東京で行われた。

## 概要
2019年から日本のプロ麻雀リーグ「Mリーグ」の協賛をしている朝日新聞社が、2025年に主に高校生を対象とした競技麻雀の大会を創設した。
大会創設にあたり、主催の朝日新聞社は大会創設の趣旨を次のように記した。

- 朝日新聞社は、集中力、観察力、記憶力、判断力、論理的思考力、忍耐力、大局観、感性、度胸など、さまざまな力がバランスよく求められる高度な頭脳スポーツである麻雀を舞台に、全国の高校生が競う「全国高等学校麻雀選手権大会」を創設します。

- 麻雀は、卓を囲む４人の信頼関係が大切な競技でもあります。本大会は、対局を通じて多くの同世代がつながり、コミュニケーション力やフェアプレーの精神を培う教育活動の一環として行います。

第1回全国高等学校麻雀選手権大会 | 朝日新聞社

また、この大会は「競技麻雀」であるが、麻雀とギャンブルの歴史的関係を踏まえ、主催の朝日新聞社はプレ大会実施にさきがけ、学校関係者や保護者向けに以下のようなコメントを発表している。

先生方や保護者のみなさまのなかには、麻雀と聞くと、賭け事の印象が強く、高校生が取り組むことは好ましくない、と考える方もいらっしゃるかもしれません。
確かに長年、麻雀がギャンブルの一種としてプレーされるケースが多いことは、歴史的な事実であり、ご懸念は自然なことだと思います。
ただ、本来麻雀は、知的で楽しいゲームです。多くの団体や個人が、賭けずにプレーする健康麻雀の普及に努めてきておられ、近年は、自治体が主催する麻雀教室も多く開かれています。「国民文化祭」や「全国健康福祉祭（ねんりんピック）」のなかでも、麻雀が採用されています。

私どもは、多感な学生時代に、麻雀のような対人ゲームに打ち込むことで得られる能力は多いと考えています。4人で行う麻雀は、自分勝手なプレーをすると勝てないですし、かといって他者に譲ってばかりでも負けてしまいます。刻々と変わる多彩な情報をもとに、リスクとリターンを計算して、バランスのとれた決断をすることが求められます。その能力は、高校生のみなさんが将来どの分野に進むとしても、大いに役立つと思います。

どのようなスポーツ、競技でも、基本的には、若いうちに真剣に取り組んだ方が有利なのはいうまでもありません。将棋棋士の藤井聡太さんは、小学校に入る前にルールを覚え、小３のときに大会で優勝。中２でプロ入りし、17歳のときには初めてのタイトルを獲得しました。高校生世代のときには、既に日本のトッププロの１人となっていました。
囲碁や将棋と同じく、麻雀も、若い世代の可能性は無限に広がっています。本大会を通じて、新しい才能が育ち、麻雀の歴史を塗り替えてくれることを期待しています。
貴校の生徒や、皆様のお子様が、本大会に関心をお持ちいただいたときは、ぜひ、あたたかく応援していただければ幸いです。
全国高等学校麻雀選手権大会プレ大会 学校の先生方、保護者のみなさまへ | 朝日新聞社

## 参加資格
大会出場資格は、
- 日本国内の高校生
- 日本国内の高等専門学校生（1 - 3年生）
- 日本国内の中等教育学校生（4 - 6年生）
- 日本国内の特別支援学校の高等部の生徒
- 日本国内の高校と同等の高等専修学校やインターナショナルスクールなどの生徒

とし、後述の麻雀アプリを操作できる者としている。

## 主なルール
- Mリーグルールに準拠
- 25000点持ち、30000点返し。一発・裏ドラ・カンドラ・赤ドラあり。
- 四風連打、九種九牌などによる途中流局はなし。誰かの点数がマイナスになっても対局継続（トビ終了はなし）。
- 2人以上がロンの発声をしたときは、放銃者から見てツモ番が近い1人のみのアガリ（ダブロン・トリプルロンはなし）。

### 対局方式
第1回の予選では麻雀牌は用いずにスマートフォンまたはタブレット端末を用い、麻雀アプリ「セガNET麻雀 MJ」と「麻雀格闘倶楽部Sp」の両方を活用して行われた。各チームの選手は、東京海上・大阪会場の延べ5日の日程のうちのいずれか一日を選択し、個々に一方のアプリで半荘を2局ずつ、2つのアプリで半荘を一人4局、チーム2人で合計8局の半荘を戦う。成績上位22チームがプレ大会のシード2チームと合わせて、大会本選を24チームで競う。
本選では選手1人につき、上述の麻雀アプリ2種での半荘を2局ずつ（計4局）およびリアル対局での半荘を4局、半荘を一人計8局戦い、チームで半荘16局の合計成績により上位4チームが決勝に進出。最終日に各選手は半荘をアプリ（いずれか1種）とリアル対局での計2局を行ない、チーム2人の半荘4局の合計成績で優勝チームを決する。

## 日程
- 第1回 (2025年)
  - 予選（いずれか1日）
    - 7月12日 (土) - 大阪会場
7月13日 (日) - 大阪会場
7月19日 (土) - 東京会場
7月20日 (日) - 東京会場
7月21日 (月・祝) - 東京会場

  - 本選
    - 第1日：8月 7日 (木) - 東京会場（朝日新聞東京本社読者ホール〈東京都中央区築地〉）
    - 第2日：8月 8日 (金) - 東京会場（同）

## 成績
- 第1回 (2025年) 〈決勝進出4チーム〉[5][6]
  - 優勝（82.5ポイント）：東京都立小石川中等教育学校（東京、プレ大会〈東京大会〉優勝枠）
  - 2位（30.0ポイント）：東京工業高等専門学校（東京）
  - 3位（-55.4ポイント）：立命館守山中学校・高等学校（滋賀）
  - 4位（-57.1ポイント）：大阪府立夕陽丘高等学校（大阪）